# Le Fruit du péché (nouvelle)
Pour l’article homonyme, voir Le Fruit du péché.
Le Fruit du péché est une nouvelle de six pages d’Anton Tchekhov.

## Historique
Le Fruit du péché est initialement publié dans la revue russe Les Éclats, numéro 27, du 4 juillet 1887, sous le pseudonyme A Tchekhonte. Cette nouvelle est traduite aussi en français sous le titre Illégalité.

## Résumé
L’assesseur de collège Migoulev a fauté avec Agnia, son ancienne femme de chambre. Il y a maintenant un bébé, et Agnia le poursuit et lui réclame de l’argent. En rentrant chez lui, il trouve un bébé sur le pas de la porte. Affolé, il le prend et veut le mettre sur le pas de porte d’une personne à l’autre bout de la ville. Cela ne marche pas.
Il rentre chez lui et avoue tout à sa femme. Il apprend dans la foulée d'un voisin que c’est le bébé d’une femme qui visitait la sienne. Il plaisantait, mais sa femme va-t-elle accepter la plaisanterie ?

## Édition française
- Le Fruit du péché, traduit par Édouard Parayre, Bibliothèque de la pléiade, Éditions Gallimard, 1970  (ISBN 2-07-010550-4)

## Adaptation au cinéma
- Bezzakonie (URSS, 1953)